# Jesse Kraai
Jesse Kraai (* 6. Mai 1972 in Santa Fe (New Mexico)) ist ein US-amerikanischer Schachgroßmeister.
Jesse Kraai wuchs in Santa Fe auf und erlernte das Schachspiel mit 12 Jahren. Er studierte Philosophie und erhielt am Shimer College (Chicago) den Bachelortitel. 1994 ging er nach Deutschland, schloss an der Universität Jena den Master ab und erlangte 2001 den Doktortitel an der Universität Heidelberg. In seiner Dissertation beschäftigte er sich mit dem Werk von Georg Joachim Rheticus und seiner Zusammenarbeit mit Nikolaus Kopernikus. Während seines Studienaufenthalts in Deutschland spielte er in der Schachbundesliga und erlangte im April 2001 den Titel Internationaler Meister. Im September 2007 erlangte er alle Normen für den Großmeistertitel.
2013 veröffentlichte er einen Roman.

## Werke
- Lisa. A Chess Novel. Zugzwang Press, 2013, ISBN 978-0-9768489-0-5.

## Belege
1. 1 2 3  Perpetual Chess Podcast: Episode 44: GM Jesse Kraai. In: perpetualchesspod.com. 17. Oktober 2017, abgerufen am 29. November 2020 (englisch).
2. ↑  Jesse. In: jessekraai.wordpress.com. Abgerufen am 28. November 2020 (englisch).
3. ↑  Jesse Kraai: Rheticus' Heliocentric Providence: a study concerning the astrology, astronomy of the sixteenth century. Dissertation an der Universität Heidelberg, 2001, doi:10.11588/heidok.00003254 (englisch).

| Personendaten    | Personendaten                       |
| ---------------- | ----------------------------------- |
| NAME             | Kraai, Jesse                        |
| KURZBESCHREIBUNG | US-amerikanischer Schachgroßmeister |
| GEBURTSDATUM     | 6. Mai 1972                         |
| GEBURTSORT       | Santa Fe (New Mexico)               |